# Episodi di Incastrati (seconda stagione)
La seconda ed ultima stagione della serie televisiva Incastrati, composta da sei episodi, è stata distribuita sul servizio di streaming Netflix il 2 marzo 2023 e trasmessa in chiaro su Canale 5 il 26 e il 28 marzo 2024.
| nº | Titolo     | Pubblicazione |
| -- | ---------- | ------------- |
| 1  | Episodio 1 | 2 marzo 2023  |
| 2  | Episodio 2 | 2 marzo 2023  |
| 3  | Episodio 3 | 2 marzo 2023  |
| 4  | Episodio 4 | 2 marzo 2023  |
| 5  | Episodio 5 | 2 marzo 2023  |
| 6  | Episodio 6 | 2 marzo 2023  |

## Episodio 1
- Diretto da: Salvatore Ficarra e Valentino Picone
- Scritto da: Salvatore Ficarra, Valentino Picone, Fabrizio Testini, Leonardo Fasoli e Maddalena Ravagli

### Trama
Salvo e Valentino, col loro furgone, investono un uomo per strada che scoprono essere Padre Santissimo, subito dopo giunge anche Cosa inutile che punta una pistola contro di loro e li sequestra. Salvo viene costretto a cercare il dottor Tantillo che deve visitare Padre Santissimo.
- Ascolti: telespettatori 2 165 000 – share 11,80%[3].

## Episodio 2
- Diretto da: Salvatore Ficarra e Valentino Picone
- Scritto da: Salvatore Ficarra, Valentino Picone, Fabrizio Testini, Leonardo Fasoli e Maddalena Ravagli

### Trama
I muratori che la polizia aveva interrogato per l'omicidio di Alberto Gambino, vengono trovati morti nello stesso appartamento. Padre Santissimo vuole che Salvo e Valentino scoprano la verità anche su questi ultimi omicidi e fa sequestrare Antonietta, la madre di Valentino, per mettere pressione. I due tecnici tornano quindi in libertà e vengono ospitati per cena a casa di Agata che sta indagando sul caso.
- Ascolti: telespettatori 2 165 000 – share 11,80%[3].

## Episodio 3
- Diretto da: Salvatore Ficarra e Valentino Picone
- Scritto da: Salvatore Ficarra, Valentino Picone, Fabrizio Testini, Leonardo Fasoli e Maddalena Ravagli

### Trama
Salvo e Valentino cercano di ottenere informazioni da Agata riguardo all'omicidio dei due muratori. Padre Santissimo viene minacciato da una banda di messicani che gli fanno visita nel suo covo e riceve una chiamata da un uomo misterioso che pretende di avere il PC di Gambino. Salvo e Valentino sequestrano Pio e Camilla facendo infuriare Padre Santissimo che decide di ucciderli tutti. Salvo però a quel punto ha un'idea geniale per far scarcerare Primosale usando Pio e Camilla.
- Ascolti: telespettatori 2 165 000 – share 11,80%[3].

## Episodio 4
- Diretto da: Salvatore Ficarra e Valentino Picone
- Scritto da: Salvatore Ficarra, Valentino Picone, Fabrizio Testini, Leonardo Fasoli e Maddalena Ravagli

### Trama
Primosale viene scarcerato per un vizio procedurale insieme al picciotto Stoccafisso, con Padre Santissimo decide di stanare l'uomo misterioso che vorrebbe il PC di Gambino da sbloccare con dei token. Valentino riesce a fatica a deviare i sospetti della sorella e così decide di raccontare tutto ad Agata.
- Ascolti: telespettatori 1 842 000 – share 10,90%[4].

## Episodio 5
- Diretto da: Salvatore Ficarra e Valentino Picone
- Scritto da: Salvatore Ficarra, Valentino Picone, Fabrizio Testini, Leonardo Fasoli e Maddalena Ravagli

### Trama
Su indicazione di Valentino, la polizia fa irruzione nel covo di Padre Santissimo ma il boss e i suoi uomini sono già scappati. Salvo e Valentino vengono quindi messi sotto scorta. La soffiata di Valentino però è stata pilotata dai mafiosi per depistare le indagini di Agata. Viene incastrato Crisafulli, uno dei suoi poliziotti più fidati, sul quale ricade la colpa dell'omicidio Gambino ma si scopre che il personaggio misterioso che vuole il PC di Gambino è il vicequestore Lo Russo, il vero assassino di Gambino. Dopo aver interrogato Crisafulli, Agata capisce che il poliziotto è innocente e chiama il procuratore Nicolosi il quale fa arrestare Lo Russo. Poco dopo Agata viene sequestrata da Primosale.
- Ascolti: telespettatori 1 842 000 – share 10,90%[4].

## Episodio 6
- Diretto da: Salvatore Ficarra e Valentino Picone
- Scritto da: Salvatore Ficarra, Valentino Picone, Fabrizio Testini, Leonardo Fasoli e Maddalena Ravagli

### Trama
Lo Russo racconta di aver ricattato Gambino e di averlo ucciso quando stava per diventare collaboratore di giustizia, dato che lo aveva visto in faccia. Agata è ora nelle mani di Padre Santissimo che in cambio della sua liberazione chiede al procuratore Nicolosi di avere i token necessari a sbloccare i conti sul PC di Gambino. Il procuratore Nicolosi inserisce dei localizzatori GPS nei token e cosi Primosale, dopo averli fatti recuperare nel luogo indicato, viene individuato e arrestato insieme ai suoi picciotti e al capo dei messicani. Seguendo il dottor Tantillo, la polizia trova poi la chiesa dove sono tenuti nascosti gli ostaggi: Padre Santissimo e Cosa inutile, poi redentosi, subito tentano la fuga nei sotterranei ma vengono bloccati da Salvo prima di essere arrestati.
- Ascolti: telespettatori 1 842 000 – share 10,90%[4].